# Grani Flac
Grani Flac (en llatí Granius Flaccus) va ser un escriptor i jurista romà del segle i aC.
Va escriure l'obra De Jure Papiriano, que era una col·lecció d'antigues lleis dels reis de Roma feta per Gai Papiri. Va viure en temps de Juli Cèsar i, segons diu Censorí, li va dedicar una obra de nom Indigitamentis que contenia invocacions per certs ritus sagrats. El nom està relacionat amb els Indígets, divinitats tutelars. Dionís d'Halicarnàs diu que Papiri havia estat pontífex màxim, i que havia recopilat les lleis sagrades després de l'expulsió dels reis. És possible que els dos títols de Grani Flac, De Jure Papiriano i Indigitamentis siguin la mateixa obra, perquè les lleis religioses dels reis de Roma es van mantenir vigents durant molt de temps.
Diferents autors durant l'Imperi Romà parlen de les lleis Papíries, i sens dubte es refereixen a la compilació feta per Grani Flac.